# 茶畑雄誠
茶畑 雄誠（ちゃばた ゆうせい、1984年7月19日 - ）は、地方競馬兵庫県競馬組合の元騎手である。地方競馬教養センター騎手課程第80期生。兵庫県競馬組合所属の独身騎手7人で構成された「アイドル系ユニット」ADONOS7のメンバー。

## 来歴・人物
2004年9月29日付けで地方競馬騎手免許を取得。同年10月27日第15回園田競馬2日目第2競走C12組3歳以上条件戦キヌガサローレルで初騎乗（10頭立て9番人気5着）。翌2005年2月24日第3回姫路競馬3日目第1競走F43組3歳条件戦をアローグットターンで優勝し、初勝利（10頭立て4番人気）。
2012年3月1日、兵庫県競馬組合に騎手引退届（騎手免許取消申請）を行ったことが明らかにされた。
生涯成績は1769戦67勝・2着89回・3着104回・勝率3.8%・連対率8.8%